# Твилдиани, Юрий Константинович
Ю́рий Константи́нович Твилдиа́ни (род. 1943, с. Рухмелури, Грузинская ССР) — российский экономист и предприниматель.

## Биография
Окончил Московский коммерческий институт и аспирантуру Московского института народного хозяйства им. Плеханова. В 1962—1973 годах работал в торговых предприятиях Москвы, начав трудовую карьеру служащим торговой сети «Москультторг», став затем заместителем директора торга. Руководил Всесоюзным научно-производственным объединением «Прогресс» Минторга СССР и рядом научно-исследовательских институтов министерства, работал во Всесоюзном научно-исследовательском институте по изучению спроса и конъюнктуры торговли.
После 1991 года участвовал в создании нескольких российских банков (в частности, банка «Юникор»), предприятий торговли. Выступил инициатором создания консалтингового центра по современным торговым технологиям, учебно-методического центра «Школа современной торговли», Московского торгового клуба, а также проведения Всероссийских съездов работников торговли. В 1995 году избран президентом ассоциации «Российская торговая гильдия».
Председатель комитета по развитию потребительского рынка Торгово-промышленной палаты России. Советник министра правительства Москвы В. И. Малышкова. Генеральный директор управляющей компании проекта «Евро-Руссия». Доктор экономических наук, профессор. Награждён орденом Трудового Красного Знамени.